# Orgull i prejudici (pel·lícula de 2005)
Orgull i prejudici (títol original, Pride & Prejudice) és una pel·lícula de 2005 dirigida per Joe Wright i basada en la novel·la homònima de 1813 de Jane Austen. La seva principal protagonista és Keira Knightley qui interpreta el paper d'Elizabeth Bennet. Knightley es troba acompanyada per Matthew Macfadyen, en el rol de Fitzwilliam Darcy, i els veterans actors Judi Dench i Donald Sutherland. A més, destaca la participació de Carey Mulligan que va debutar en aquesta cinta amb el paper de la germana petita Kitty. S'ha subtitulat al català.
Encara que s'havien fet nombroses adaptacions per a la televisió (el 1938, 1952, 1967, 1980 i 1995), el 2005 només existia un únic llargmetratge de la clàssica novel·la, dirigit per Robert Z. Leonard el 1940 i protagonitzat per Laurence Olivier i Greer Garson. Així doncs, amb aquesta pel·lícula, Orgull i prejudici tornava a la pantalla gran després de 65 anys amb una nova versió més moderna i realista que l'anterior.

## Argument
Aquesta clàssica història d'amor i embolics té lloc en la classista Anglaterra de finals del segle xviii. La família Bennet, formada pel Sr. i la Sra. Bennet i les seves cinc filles - Jane, Elizabeth (Lizzy), Mary, Catherine (Kitty), i Lydia - viuen en relativa comoditat econòmica administrant una granja enmig del camp anglès, Longbourn. Degut a les lleis de l'època però, Longbourn està destinada a ser heretada pel cosí del Sr. Bennet, el Sr. Collins. Per aquesta raó, la Sra. Bennet està preocupada i ansiosa per casar les seves cinc filles abans que el Sr. Bennet mori. Malauradament per la seva mare, Elizabeth, la intel·ligent i orgullosa heroïna de la història, no està disposada a casar-se si no és per vertader amor.
Quan el ric i solter Sr.Bingley s'instal·la a Netherfield Park, la mansió veïna, la Sra.Bennet no pot creure en la seva bona sort. Amb l'objectiu d'aconseguir que una de les seves cinc filles sense dot es casi amb ell, les arrossega al ball de l'Assemblea (actual ajuntament) per presentar-les. El nouvingut sembla inclinar-se per la germana gran, Jane, una jove de bellesa tranquil·la, però, per desgràcia, el Sr.Bingley va acompanyat per la seva estirada germana, Caroline, i el seu reservat i arrogant amic, el Sr. Darcy, que és propietari de la meitat de Derbyshire i, igual que Caroline, considera absurd relacionar-se amb les classes més inferiors. Així, mentre el Sr.Bingley gaudeix del ball amb Jane Bennet, el Sr. Darcy no demostra cap intenció de rebaixar-se a parlar amb gent provinciana i rebutja ballar amb Elizabeth descrivint-la al seu amic com no suficientment bella com per temptar-lo. Escoltant la conversa d'amagat, Elizabeth, de seguida sent un profund menyspreu per Fitzwilliam Darcy i no dubta en demostrar-li el seu disgust amb un enginyós comentari. A partir d'aquest moment, esclatarà una tempesta de diàlegs entre ells dos que no s'abstindran de posar de manifest la seva mútua antipatia. I la mala opinió que Elizabeth s'ha format del Sr. Darcy no tardarà a ser confirmada pel Sr. Wickham, que acaba d'arribar al poble amb la milícia i va perdre tota la seva herència en mans del Sr. Darcy.
Enmig d'aquest rebombori, visita Longbourn l'hereu del Sr. Bennet, el Sr.Collins. William Collins, un cosi llunyà de la família dedicat al clergat, ha passat per la casa per escollir una esposa entre les cinc germanes i així permetre que Longbourn quedi en la família. Instigat per la Sra.Bennet, el Sr.Collins es fixa en Elizabeth i no tarda a proposar-li matrimoni. Elizabeth però, no està disposada a aguantar les impertinències del Sr. Darcy i encara menys casar-se amb el Sr.Collins sense estimar-lo. Amb el suport del seu pare, rebutja el Sr.Collins i provoca una histèria col·lectiva entre les fèmines de la casa per haver-se negat l'estabilitat financera que el Sr.Collins li oferia. Una seguretat econòmica que aprofitarà la seva millor amiga, Charlotte, que acceptarà casar-se amb el Sr.Collins sense amor.
Mentrestant, la relació de Jane Bennet amb el Sr.Bingley progressa i sembla que pot acabar amb una boda. El Sr.Bingley sembla enamorat de Jane fins que un dia, inesperadament, marxa a Londres sense donar cap explicació. Amb l'esperança que Jane pugui reprendre el seu amor amb Bingley, la família li proposa enviar-la amb els seus oncles a la gran capital. Però Elizabeth ja s'imagina que el Sr. Darcy i la germana del Sr.Bingley han incidit en aquesta decisió amb l'objectiu d'evitar que el Sr.Bingley es casi amb una provinciana pobra.
Mesos més tard, Elizabeth visita el seu cosí i la seva amiga Charlotte a Rosings, la mansió de la seva patrona, Lady Catherine de Bourg. Allà es retrobarà amb el Sr. Darcy que està convidat a casa la seva tia, Lady de Bourg. Aquesta vegada però, el Sr. Darcy es mostra més interessat en Elizabeth que cada cop li crida més l'atenció per la seva agudesa mental i la seva finesa verbal. I és en aquest ambient que té lloc la primera declaració d'amor del Sr. Darcy a Elizabeth. Sota una pluja torrencial i a cobert en una glorieta del jardí de la casa, Fitzwilliam Darcy li exposa el seu profund amor malgrat el seu rang inferior. Sentint-se insultada, Elizabeth el rebutja decisivament argumentant la seva intervenció en la relació de Jane i el Sr.Bingley i la seva immoralitat amb l'herència del Sr.Wickham. Enfadat i amb el cor trencat, Darcy abandona la mansió però, fent-li arribar abans una carta en la qual reconeix que havia menysvalorat l'estimació que hi havia entre la Srta.Bennet i el Sr.Bingley i exposa al Sr.Wickham com un vividor que volia casar-se amb la seva germana de 15 anys per la seva herència de 30.000 lliures. Sentint-se avergonyida, Elizabeth comença a descobrir la vertadera naturalesa del Sr. Darcy i a sentir un cert afecte per ell que anirà creixent.
De fet, serà gràcies a ell que la seva família podrà enfrontar-se a la deshonra social. La seva immadura i inconscient germana petita, Lydia, es fugarà amb el Sr.Wickham sense avisar a ningú. Darcy, coneixedor de la situació, ajudarà a la família d'Elizabeth a trobar a la parella i negociar amb Wickham un casament ràpid. A més, el Sr. Darcy acompanyarà al Sr.Bingley de nou a Netherfield Park on, finalment, aquest últim visitarà Longbourn per proposar un matrimoni a Jane que aquesta acceptarà.
Entre tanta alegria, només Elizabeth se sentirà lleugerament decaiguda. Amb el temps, ha pogut apreciar el Sr. Darcy i comença a reconèixer que no li és tan indiferent com li semblava. És la visita de Lady de Bourg la que la fa adonar-se completament del seu amor per Darcy. Lady Catherine, enfurismada per un rumor que ha sentit que vinculava al Sr. Darcy amb Elizabeth, es presenta per sorpresa i en plena nit a casa seva per posar-li els punts sobre les is. La tia de Fitzwilliam Darcy li exigeix deixar la seva relació amb el seu nebot i la insulta exposant sense embuts la seva pobresa econòmica i la seva diferència de classe. Ordenats ràpidament els seus pensaments, Elizabeth es nega a prometre-li ni ara ni en el futur que no acceptarà mai una proposició del seu nebot. Seran aquestes paraules les que arribaran a l'oïda del Sr. Darcy qui, esperançat, es retrobarà amb Elizabeth en els aiguamolls de la zona i se li declararà de nou obtenint una afirmació.
En la versió anglesa el film acaba amb l'acceptació del pare d'Elizabeth al matrimorni. En canvi, en la versió americana, després d'aquesta escena, apareix la parella feliment ja casats.

## Temes
En un principi podria semblar que el tema principal d'Orgull i prejudici es pot extreure del mateix títol de la novel·la. En realitat però, els crítics literaris creuren que es dona massa importància a un títol que podria haver estat escollit en el seu moment per factors comercials. Teoria que té la seva lògica si es té en compte que pocs anys abans la novel·la Seny i sentiment havia tingut un increïble èxit. El 1813, res hauria semblat més natural que utilitzar en una segona novel·la del mateix autor la mateixa fórmula pel títol. A més, cal dir que ni l'orgull ni el prejudici es poden aplicar exclusivament a cap dels dos protagonistes. De fet, sembla que els dos desprenen aquestes qualitats.
En canvi, el que sí que és segur és l'interès de Jane Austen per analitzar la societat de la seva època. En aquest cas, l'argument d'Orgull i prejudici dona molta importància al desenvolupament del caràcter i moralitat dels seus personatges. Per un costat, exposa com l'alta societat anglesa tenia la mirada fixa en França i la Revolució i, preguntant-se si els podria afectar, decideix relacionar-se amb les classes inferiors del seu país en els balls de l'Assemblea. I per l'altre costat, demostra com el benestar social i la riquesa no són precisament un avantatge per les dones. Crítica amb la societat patriarcal del segle xviii, Jane Austen descriu la necessitat de les dones de fer un bon matrimoni si no volen acabar en la misèria.

## Repartiment

El Sr. Darcy i Elizabeth Bennet.

Les dones Bennet.

A Orgull i prejudici es va voler respectar l'edat dels personatges de la novel·la. Així, en comptes de fer com a Orgull i prejudici on els protagonistes entraven ja en la trentena, es van buscar actors joves que donessin més la impressió d'un primer amor. La idea inicial del director era escollir dos artistes desconeguts. Per a ella, volia una actriu que no fos bella ni convencional però, que fos intel·ligent i, fins i tot, difícil. I per a ell, no buscava un simple guaperes sinó un home d'uns 28 anys que fos interessant i madur, capaç de caure malament al principi de la pel·lícula i de fer-se estimar al mateix temps que ho fa Lizzy. Finalment, els escollits foren Keira Knightley i Matthew Macfadyen. Malgrat que Keira era una actriu popular i bella, Joe Wright va considerar que era la persona indicada per a interpretar Elizabeth Bennet per la seva inacabable energia i el seu gran sentit de l'humor. La bellesa tosca de Matthew Macfadyen, el qual va agradar per la seva integritat i tendra masculinitat, equilibrava la bellesa de Keira. Un actor capaç de mostrar-se fred i distant i alhora ser un bon home amb sentit de l'honor.
Aconseguir que Donald Sutherland fes el paper del Sr. Bennet no va ser difícil. El director buscava un patriarca capaç de transmetre la tendresa d'un Sr. Bennet entre sis dones. Després de veure la representació de Donald fent de pare de Nicole Kidman a Cold Mountain no va tenir dubte de a qui volia. La carta que Joe Wright li va enviar el va convèncer i en poc temps es va afegir a l'equip.
Per acabar, pel pesat i alhora agradable paper de la Sra.Bennet es va escollir a Brenda Blethyn, nominada als Oscar de Hollywood. Segons el director, la imatge que havia de donar la Sra.Bennet havia de ser la d'una dona desesperada per casar les seves cinc filles i disposada a tot per aconseguir la seva estabilitat. Havia de fer-se insuportable i provocar les ganes de fer-la callar. Tot i així, havia de tenir el cor suficient per demostrar cert afecte per la seva família. I Brenda va tenir el suficient valor per enfrontar-se a totes aquestes coses.
La resta de personatges de la cinta van ser escollits també a consciència. Per a Jane Bennet, per exemple, es va elegir a una actriu que representés l'ideal femení de l'època, completament diferent de Keira. El paper de la formidable i arrogant tia de Darcy, Lady Catherine de Bourg, requeria a una actriu amb molta experiència i Judi Dench va acceptar. En definitiva, formen part de l'equip d'actors una autèntica representació d'artistes amb talent de les illes britàniques. Només Jena Malone, que interpreta a Lydia Bennet, prové de l'altre costat de l'Atlàntic.
Els intèrprets més destacats són els següents:
| Intèrpret         | Personatge               |
| ----------------- | ------------------------ |
| Keira Knightley   | Elizabeth Bennet         |
| Talulah Riley     | Mary Bennet              |
| Rosamund Pike     | Jane Bennet              |
| Jena Malone       | Lydia Bennet             |
| Carey Mulligan    | Kitty Bennet             |
| Donald Sutherland | Sr. Bennet               |
| Brenda Blethyn    | Sra. Bennet              |
| Claudie Blakley   | Charlotte Lucas          |
| Simon Woods       | Charles Bingley          |
| Kelly Reilly      | Caroline Bingley         |
| Matthew Macfadyen | Sr. Fitzwilliam Darcy    |
| Rupert Friend     | Sr. George Wickham       |
| Tom Hollander     | Sr. William Collins      |
| Dama Judi Dench   | Lady Catherine de Bourgh |

## Producció

### Preproducció
Després d'haver servit de model a una gran quantitat de comèdies romàntiques, els productors de Working Title Films es van començar a plantejar la idea de tornar a dur a la pantalla gran la història d'Orgull i prejudici. L'èxit de les adaptacions televisives de la BBC demostrava que el públic encara gaudia amb les aventures de les germanes Bennet, però l'únic referent que se'n tenia a nivell cinematogràfic era el llargmetratge de 1940 de Robert Z. Leonard. Tenint en compte que la versió de 1940 abandonava l'argument original i remarcava els estereotips del món de la Regència, els productors van decidir reinventar la història i presentar-la tal com l'havia escrit Jane Austen. I, per dur a terme això, es va escollir a Joe Wright, un director de cinema romàntic, capaç de rodar una pel·lícula de forma moderna sense corrompre-la.

### Adaptació de la novel·la
L'objectiu de l'equip cinematogràfic era enfocar la història des d'un punt de vista realista, donant més èmfasi en la dura i, a vegades, injusta societat britànica del segle xix que en l'anàlisi, sovint idealitzat, de la Regència. Per aquesta raó, era molt important ser fidels a la novel·la, precursora del realisme social. Deborah Moggach, la seva guionista, va comentar que va mantenir l'argument bastant igual conservant, fins i tot, la seva estructura en tres actes. Tot i així, la història es va haver de comprimir en dues hores de pantalla i, per tant, no es van poder evitar algunes lleugeres modificacions respecte a la novel·la. Alguns dels canvis més destacats respecte al llibre original són:
- L'escurçament d'una gran part de les escenes, sobretot d'aquelles on l'escriptora es perdia en la descripció.
- L'eliminació de diversos personatges secundaris com Louisa Hurst i el Sr.Hurst, el Sr. i la Sra. Phillips, la milícia, gent del poble i amics de les germanes.
- L'eliminació de les parts de la història on els personatges es dediquen a comentar un fet que ha tingut lloc anteriorment.
- La substitució d'algunes de les localitzacions de la novel·la per altres llocs més romàntics, com per exemple, el lloc on el Sr. Darcy es declara a Elizabeth. Mentre que a la pel·lícula l'escena està ambientada en una glorieta neoclàssica al costat d'un llac i enmig d'una tempesta,[25] el llibre situa la declaració en una rectoria.

### Rodatge

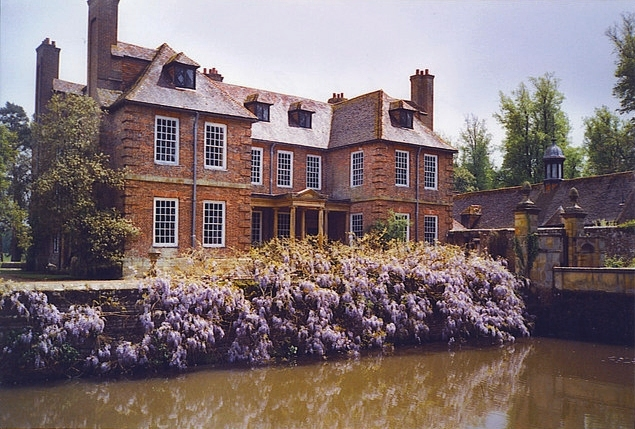
Groombridge Place, fictícia casa familiar dels Bennet

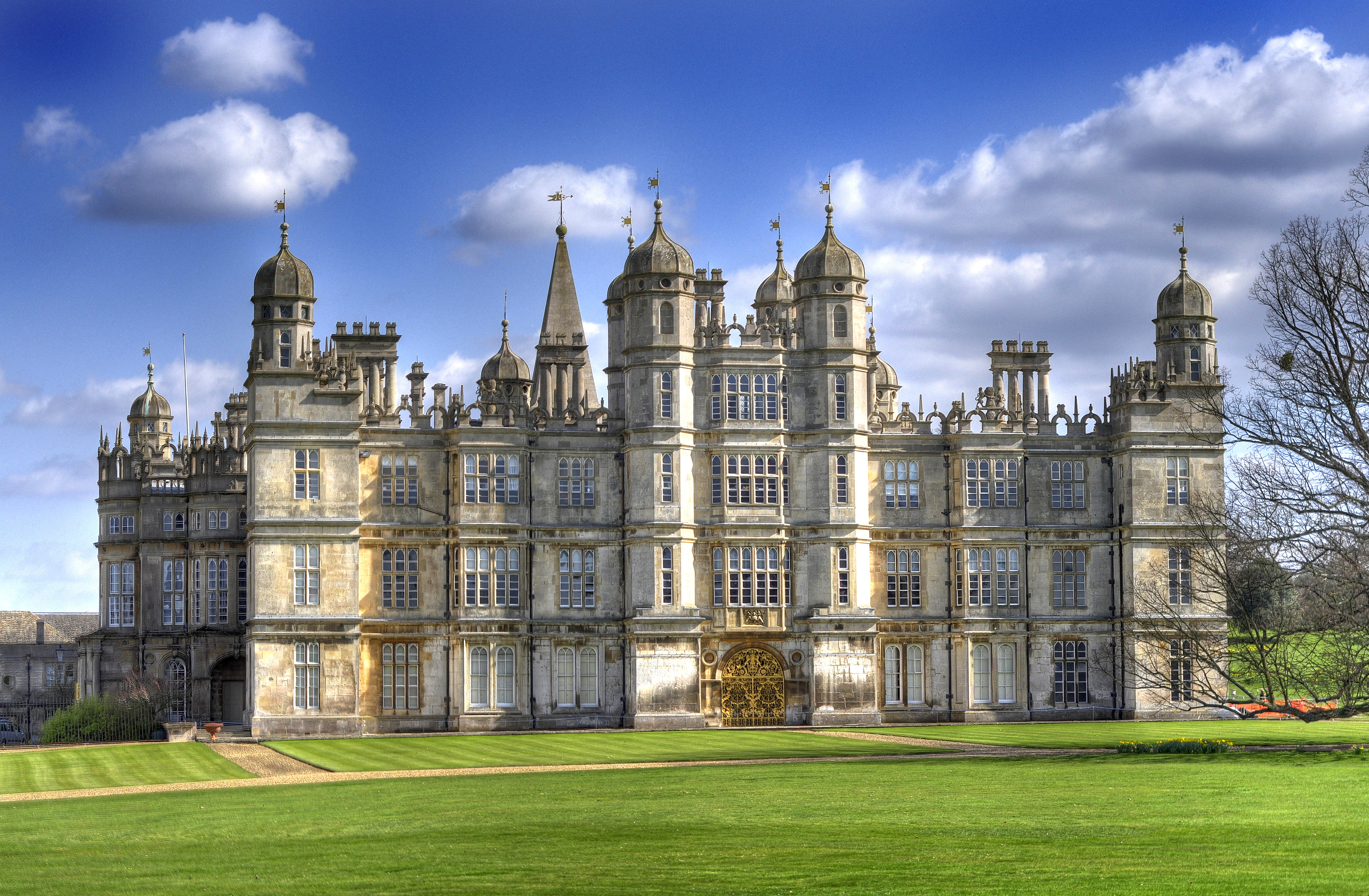
Burghley House que a la pel·lícula representa Rosings.

Els productors i el director van preferir que la cinta es rodés íntegrament en el Regne Unit per tal que la càmara es pogués moure de fora a dins i viceversa. A més, a Anglaterra es podien aprofitar els seus decorats naturals creant una atmosfera més real en la qual els actors es poguessin relaxar i sentir-se còmodes. Així, es va programar un rodatge d'onze setmanes (estiu del 2004) i es va escollir Groombridge Place, entre Kent i Sussex, per fer de Longbourn, la casa familiar dels Bennet. Groombridge és una mansió del segle xvii envoltada per un fossat enmig d'un immens parc. I, pel rodatge, va haver de ser redecorada a l'estil típic del segle xviii. Una barreja d'objectes antics i chic a més d'alguns canvis exteriors com els marcs de les finestres i la transformació d'un immaculat pati en un femer per a les gallines van convertir la casa en la llar dels Bennet.
Altres localitzacions importants són la mansió llogada pel Sr.Bingley prop de Longbourn, anomenada Netherfield Park; Rosings, la casa de Lady Catherine de Bourg; i evidentment, Pemberley, la propietat del Sr. Darcy. Respecte a la primera, Netherfield Park, l'equip cinematogràfic es va desplaçar a Basildon Park, una magnífica mansió d'estil pal·ladià construïda en un parc de 160 hectàrees travessat pel Tàmesi.
La impressionant casa de la nogensmenys impressionant Lady de Bourg va ser, en realitat, Burghley House, una de les cases més grans d'Anglaterra. La propietat la va construir a mitjans del segle xvi William Cecil Lord Burghley, canceller de la reina Elisabet I d'Anglaterra. L'edifici quasi no ha canviat des de llavors i el seu interior va fer les delícies del director de la pel·lícula que va aprofitar els seus salons per ubicar a Lady Catherine.
Per acabar, Pemberley, la finca del Sr. Darcy, va ser representada a la pantalla gran per dues mansions britàniques. Per filmar-ne els seus exteriors es va escollir Chatsworth House, propietat dels Ducs de Devonshire. De fet, Jane Austen menciona Chatsworth a Orgull i prejudici i la família ducal creu que es va basar precisament en la seva casa per descriure Pemberley. Els salons i interiors de la casa del Sr. Darcy, en canvi, són interpretats per una altra mansió, Wilton House de Salisbury, utilitzada també en altres pel·lícules d'època com a model de l'arquitectura britànica.

### Estil
Una pel·lícula d'època com aquesta, normalment, no es roda completament en decorats naturals. En general, s'aprofiten els estudis per gravar-hi les escenes clau i després es prenen imatges obertes dels edificis. Joe Wright, en canvi, no en va voler ni sentir parlar dels estudis. El seu objectiu era evitar la "tradició pintoresca" que sol caracteritzar aquest tipus de pel·lícules, evitar la composició formal i els quadres d'època, i utilitzar els escenaris reals en el seu lloc. Centrant-se en el realisme que conté la prosa de Jane Austen va treballar bastant amb els primers plans, no només dels actors sinó també dels elements quotidians de les cases, com per exemple, les restes de menjar i les flors d'un gerro. També va intentar minimitzar la filmació dels carruatges amb cavalls. Al cap i a la fi, segons ell, l'important de la història no és veure com una persona puja i baixa d'un carruatge sinó les petites coses de la vida.

## Banda Sonora
La Banda Sonora de la pel·lícula va ser composta per Dario Marianelli i interpretada pel pianista francès Jean-Yves Thibaudet i la English Chamber Orchestra de Londres. La llista de temes que se senten durant la pel·lícula és la següent:
| 1. Dawn 2. Stars and Butterflies 3. The Living Sculptures of Pemberley 4. Meryton Townhall 5. The Militia Marches In 6. Georgiana 7. Arrival At Netherfield 8. A Postcard to Henry Purcell 9. Liz on Top of the World 10. Leaving Netherfield 11. Another Dance 12. The Secret Life of Daydreams 13. Darcy's Letter 14. Can't Slow Down 15. Your Hands Are Cold 16. Mrs. Darcy 17. Credits |

## Crítica
Malgrat que s'havien conegut diverses adaptacions de la novel·la de Jane Austen, fins al 2005, el llargmetratge més recent era de 1940. Per això, no és d'estranyar que els crítics cinematogràfics, en comptes de comparar aquesta nova versió de la història amb la pel·lícula de Robert Z. Leonard, preferissin fer-ho amb la seva adaptació televisiva de 1995, considerada fins llavors la millor.
Aquesta tendència no va beneficiar precisament a Orgull i prejudici, ja que se la va considerar menys profunda i complexa que la sèrie televisiva. Tot i així, l'habilitat de la seva guionista, Deborah Moggach, va crear, segons Roger Ebert del Chicago Sun-Times, una de les adaptacions més delicioses i commovedores d'Austen. De fet, el que més va impressionar a la crítica va ser que s'hagués pogut condensar una novel·la en la que apareixen una infinitat de personatges, en dues hores de pantalla i sense perdre en cap moment els diàlegs enginyosos, romàntics i còmics que tant caracteritzen l'obra de Jane Austen. Segons Javier Ocaña, del diari El País: Wright i Deborah Moggach han dut a la pantalla la lletra i essència de Jane Austen.
També es va fer notar la diferència d'edat dels seus actors protagonistes amb les versions de 1940 i 1995 on els actors ja entraven en la trentena. Però, segons els comentaris generals, es va saber apreciar la visió captivadorament jove de Joe Wright (Peter Travers: Rolling Stone). Només algunes veus van comparar el retrat que Matthew Macfadyen feia del Sr. Darcy amb el que havia fet Colin Firth el 1995 i no el consideraven al mateix nivell. Garth Pearce de The Sunday Times va dir al respecte que Colin Firth sempre serà recordat com el perfecte Sr. Darcy. En tot cas, segons la majoria, Orgull i prejudici és una adaptació estel·lar, que fascina completament a l'espectador amb una barreja exquisita d'emoció i enginy (Claudia Puig: USA Today).

## Premis
Orgull i prejudici va obtenir un important nombre de premis durant la temporada cinematogràfica 2005-2006. De tots ells, els més destacats són els següents:
Premis Oscar
- Nominada per:
  - Millor actriu per Keira Knightley
  - Millor banda sonora per Dario Marianelli
  - Millor vestuari per Jacqueline Durran
  - Millor direcció artística per Ian Bailie, Nick Gottschalk i Mark Swain

Globus d'Or
- Nominada per: 
  - Millor pel·lícula musical o còmica
  - Millor actriu musical o còmica per Keira Knightley

Premis BAFTA
- Guanyadora per: 
  - Millor director, productor o guionista britànic novell (Premi Carl Foreman) per Joe Wright
- Nominada per: 
  - Millor pel·lícula britànica
  - Millor actriu secundària per Brenda Blethyn
  - Millor guió adaptat per Deborah Moggach
  - Millor maquillatge i perruqueria
  - Millor vestuari per Jacqueline Durran